# Medicine Head
Medicine Head war eine britische Rockband.

## Geschichte
Im Wesentlichen bestand sie aus John Fiddler (Gitarre, Gesang und Basstrommel) und Peter Hope-Evans (Mundharmonika und Maultrommel).
1971 schloss sich Ex-Yardbird Keith Relf für kurze Zeit der Band an, als „Harpo“ Hope-Evans sich eine Auszeit nahm, um 1972 zurückzukehren. Die Band wuchs mit Roger Saunders (Gitarre), Rob Townsend (Schlagzeug) und George Ford (Bass) auf 5er-Stärke und hatte 1973/74 ihre erfolgreichste Zeit. Die Single One & One Is One erreichte 1973 Platz drei in den britischen und Platz zwei in den deutschen Charts.
Das 1974er Album Thru’ a Five floppte jedoch und die Band begann auseinanderzufallen. Übrig blieb das ursprüngliche Duo Fiddler/Hope-Evans, das 1976 das letzte Album Two Man Band herausbrachte.

## Diskografie

### Alben
- 1970: New Bottles Old Medicine
- 1971: Heavy on the Drum
- 1972: Dark Side of the Moon
- 1973: One & One Is One
- 1974: Thru’ a Five
- 1975: Live at the Marquee
- 1976: Two Man Band
- 1995: Timepeace : Live in London – June 1975
- 2005: Don’t Stop the Dance (inkl. 3 Livetracks)

### Kompilationen
- 1972: Pop History Vol 25 (2 LPs)
- 1973: The Best of Medicine Head
- 1974: Medicine Head
- 2001: The Best of Medicine Head
- 2005: Slip and Slide
- 2005: Only the Roses (2 CDs)
- 2009: One and One Is One – The Very Best of Medicine Head

### Singles
- 1969: His Guiding Hand
- 1970: Coast to Coast (And Shore to Shore)
- 1971: (And The) Pictures in the Sky
- 1972: Kum On
- 1972: Only to Do What Is True
- 1972: How Does It Feel
- 1973: One and One Is One
- 1973: Rising Sun
- 1974: Slip and Slide
- 1974: Mama Come Out
- 1974: (It’s Got to Be) Alright
- 1976: It’s Natural
- 1976: Me and Suzy Hit the Floor
- 1980: Can’t Get Over You
- 2004: Only the Roses